# 希拉·哈斯
希拉·哈斯（希伯來語：שירה האס，1995年5月11日—）是一名以色列女演员。她因在以色列剧情电影和电视中的角色而获得全国性的知名度，然后因在Netflix2020年迷你剧《离经叛道》中的表现而获得国际赞誉。凭借《离经叛道》，哈斯获得了黄金时段艾美奖最佳有限劇集或電視電影女主角的提名。

## 早年生活
希拉·哈斯1995年5月11日出生于以色列特拉维夫的一个犹太家庭。她的父母都是萨布拉人，有波兰、匈牙利和捷克血统。她的祖父是一名大屠杀幸存者，二战期间被关押在奥斯威辛集中营中。一岁时，她随父母搬到霍德夏沙隆，在这度过了她儿时的大部分时间。两岁时，哈斯曾被诊断出患有肾癌，经过一系列严厉的治疗，两年后获得康复。

## 演艺事业
在出演《离经叛道》之前，哈斯因出演以色列剧情电影和电视中的角色而获得全国性的知名度。
在获得出演《离经叛道》的机会后，哈斯在剧集拍摄前两个月抵达柏林，以便学习该剧中主要使用的意第绪语。除了意第绪语课程，哈斯还被要求剃光头，同时完成了钢琴和歌唱课程，以便为扮演住在纽约布鲁克林区威廉斯堡的Esther "Esty" Shapiro一角做准备，她逃离了自己的包办婚姻和极端正统犹太教。该剧由Netflix根据德博拉·费尔德曼真实生活故事自传《离经叛道：丑态百出的拒绝我的哈西迪根源》改编。剧集播出之后，影评人对哈斯的表演给出了极高的评价。《纽约时报》的詹姆斯·波尼沃兹克将哈斯描述为"现象级，富有表现力和迷人。" 《卫报》的布里吉德·德莱尼将她描述为 "令人着迷"和"杰出"，并指出"身体娇小，就像一个孩子，观众会立即对她产生保护。"《福布斯》的希娜·斯科特写道，哈斯"提供了一个令人难以置信的表演，饰演Esty，充满了微妙，巧妙地揭示了她的角色内心的挣扎和幸福，不需要说一个字。"《华盛顿邮报》的汉克·斯图弗写道，她"为这个角色赋予了一种严肃而又脆弱的光彩。"
2020年7月28日，哈斯凭借Esty这一角色获得了黄金时段艾美奖最佳有限劇集或電視電影女主角的提名。

## 部分影视作品

### 电影
| 年份 | 电影                 | 角色          | 备注                           |
| ---- | -------------------- | ------------- | ------------------------------ |
| 2014 | 公主                 | Adar          |                                |
| 2015 | 愛與黑暗的故事       | 年轻的Fania   |                                |
| 2017 | 狐步舞               | Alma Feldmann |                                |
| 2017 | 动物园长的夫人       | Urszula       |                                |
| 2018 | 抹大拉的玛丽亚       | Leah          |                                |
| 2018 | 佩雷·阿齐尔          | Anna          |                                |
| 2019 | 破碎之镜             | Ariela        |                                |
| 2019 | 兄弟会               | Leah          |                                |
| 2020 | Asia                 | Vika          | 翠貝卡電影節最佳国际电影女演员 |
| 2025 | 美國隊長：無畏新世界 | 薩布拉        |                                |

### 电视
| 年份    | 电视剧     | 角色                  | 备注     |
| ------- | ---------- | --------------------- | -------- |
| 2013-16 | 谢迪瑟之家 | Ruchami Weiss         | 全部24集 |
| 2020    | 离经叛道   | Esther "Esty" Shapiro |          |

## 个人生活
截至2020年4月，哈斯住在特拉维夫

## 荣誉
| 年度 | 獎項           | 類別                         | 提名作品     | 結果 | 來源  |
| ---- | -------------- | ---------------------------- | ------------ | ---- | ----- |
| 2020 | 黃金時段艾美獎 | 最佳有限劇集或電視電影女主角 | 《离经叛道》 | 提名 | [ 9 ] |